# A35高速公路
A35高速公路是法国东北部的一条免费高速公路，全长172千米，于1965年建成通车。A35始于法德边境的莱茵河谷地，沿法国和瑞士的边界处经斯特拉斯堡到达法瑞边境。A35也是欧洲E25公路和欧洲E60公路的一部分。
在A35到达北部的法德边境后，该高速在德国境内变为一条单车道的公路。目前德国有关部门正在考虑建设高等级公路与德国65号高速公路相连。